# Vol Nepal Airlines 555
Le vol 555 de Nepal Airlines était un court vol domestique régulier entre l'aéroport de Pokhara et l'aéroport de Jomsom au Népal, d'une durée de vol d'environ 20 minutes, opéré par Nepal Airlines. Le 16 mai 2013, l'avion De Havilland Canada DHC-6 Twin Otter qui assurait le vol s'est écrasé lors de l'atterrissage à l'aéroport de Jomsom. Sept des vingt-et-un personnes à bord ont été grièvement blessées. Il n'y a pas eu de décès, mais l'avion a été endommagé au point de ne plus pouvoir être réparé.

## L'avion
L'avion impliqué était un de Havilland Canada DHC-6 Twin Otter portant l'immatriculation 9N-ABO. Il avait été construit en 1979 et était exploité par Nepal Airlines depuis lors. À la suite de cet incident, l'avion a été radié.

## Passagers
Huit touristes japonais se trouvaient sur le vol. Tous ont été blessés, quatre d'entre eux se trouvant dans un état critique selon un officier de police.
| Nationalité | Passagers | Equipage | Blessés |
| ----------- | --------- | -------- | ------- |
| Japon       | 8         | 0        | 2       |
| Népal       | 10        | 3        | 5       |
| Total       | 18        | 3        | 7       |

## Enquête

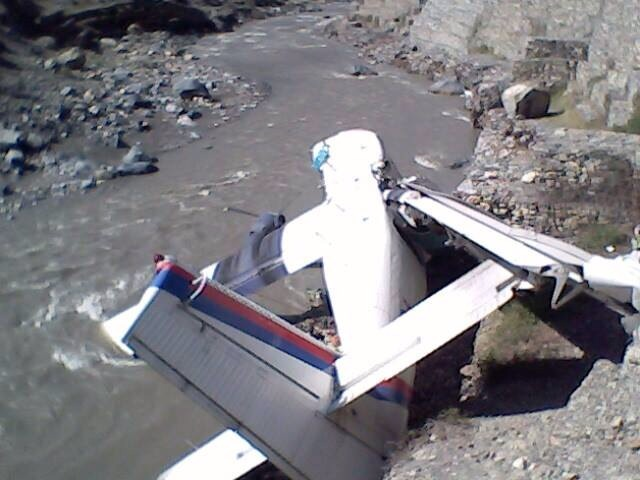
L'épave du Twin Otter après le crash.

Une enquête sera menée pour déterminer les causes de l'accident. Selon un responsable de l'aéroport international de Tribhuvan, les rapports préliminaires ont montré que les conditions venteuses pourraient avoir joué un rôle dans l'accident.
Selon la police, juste après avoir touché la piste d'atterrissage, l'avion a dévié vers la droite et a chuté de 20 mètres sur la rive de la rivière Gandaki. L'avant du fuselage a été détruit, mais l'arrière de l'avion est resté intact. L'aile gauche a été retrouvée immergée dans la rivière.

## Conséquences
L'accident a laissé Nepal Airlines avec seulement deux avions opérationnels pour ses vols intérieurs. La compagnie aérienne a déclaré qu'elle prévoyait un échange de moteur qui permettrait à trois autres Twin Otter, actuellement cloués au sol, de reprendre les airs, mais que ce processus prendrait au moins cinq mois. Dans l'intervalle, la compagnie aérienne devrait subir une perte importante de parts de marché.
Contrairement aux pratiques courantes dans l'aviation, Nepal Airlines n'a pas retiré le numéro de vol 555 et continue d'assurer le vol de Pokhara à Jomsom sous ce numéro.